# Andrena capricornis
Andrena capricornis là một loài Hymenoptera trong họ Andrenidae. Loài này được Casad & Cockerell mô tả khoa học năm 1896.